# (3710) Bogoslovskij
(3710) Bogoslovskij est un astéroïde de la ceinture principale.

## Description
(3710) Bogoslovskij est un astéroïde de la ceinture principale. Il fut découvert le 13 septembre 1978 à Naoutchnyï par Nikolaï Tchernykh. Il présente une orbite caractérisée par un demi-grand axe de 2,74 UA, une excentricité de 0,16 et une inclinaison de 13,8° par rapport à l'écliptique.

## Compléments